# Vitória Alice Cleaver

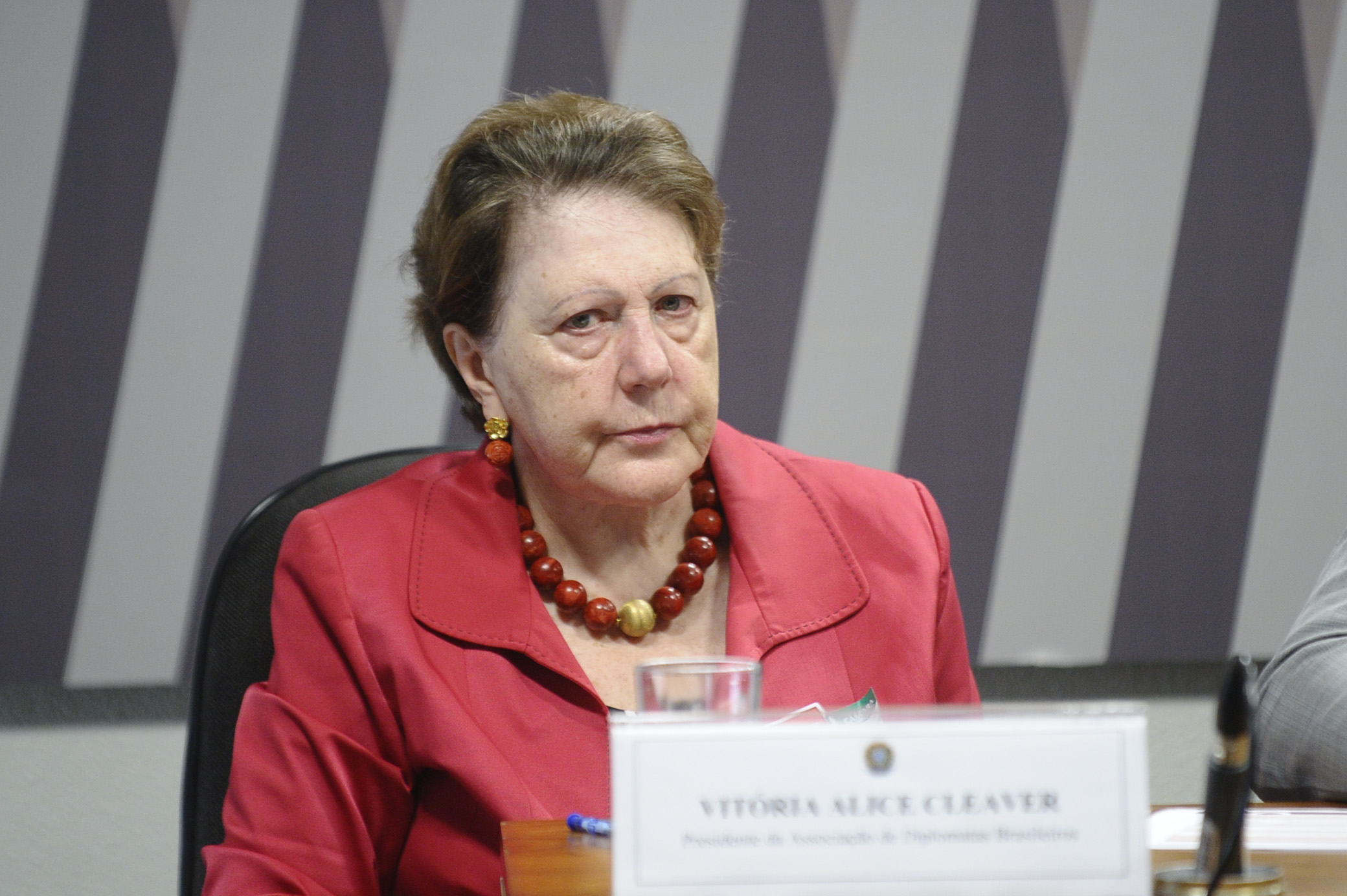
Vitória Alice Cleaver

Vitória Alice Cleaver (* 5. September 1944 in Recife) ist eine brasilianische Diplomatin.

## Leben
Vitória Alice Cleaver ist die Tochter von Elza Peres Cleaver und Francis Westmore Cleaver.
1976 wurde sie als Gesandtschaftssekretärin nach London gesandt.
1999 leitete sie die Abteilung Internationales des Ministério da Educação und verteidigte gegenüber SIL International das Recht auf laizistische Bildung.
Von 28. Dezember 2004 bis 18. Juli 2008 war sie Botschafterin in Managua (Nicaragua).
Ab 18. Oktober 2011 war sie Botschafterin in Hanoi (Vietnam).
| Vorgänger                  | Amt                                                                         | Nachfolger                  |
| -------------------------- | --------------------------------------------------------------------------- | --------------------------- |
| Ricardo Drummond de Mello  | brasilianische Botschafterin in Managua 28. Dezember 2004 bis 18. Juli 2008 | Flávio Helmold Macieira     |
| João de Mendonça Lima Neto | brasilianische Botschafterin in Hanoi 18. Oktober 2011 bis 2014             | Marco Antônio Diniz Brandão |